# Top Gear: Australia
«Top Gear Australia» — австралийская версия популярной британской программы «Top Gear», которая выходит на телеканале SBS TV.
Премьера передачи состоялась 29 сентября 2008 года.  В первом сезоне вышло 8 серий. 
Второй сезон вышел 11 мая 2009 года. О втором сезоне объявили после подсчетов рейтинга телезрителей и хороших комментариев от рекламодателей.

## Ведущие
SBS TV объявила кастинг на вакансию ведущего передачи, на неё откликнулось 4000 желающих. 
После кастинга ведущими передачи стали:
- Уоррен Браун — мультипликатор и авто-критик для «The Daily Telegraph».
- Чарли Кокс — комментатор MotoGP для BBC, радио-ведущий и экс-гонщик.
- Стив Пиззэти — авто-инструктор, гонщик и внештатный журналист в различных изданиях.
- Стиг — сначала предполагалось, что к ведущим присоединится «Австралийский кузен Стига», [4]но в первом эпизоде водитель был представлен только как Стиг. Стив Пиззети предложил, чтобы у Стига было «австралийское» имя «Stiggo», но другие ведущим идея не понравилась. В конце концов, стали использовать версию, что Стиг в Австралии, это тот же что и в Великобритании.

19 декабря 2008 года, Чарли Кокс объявил, что уходит из программы, так как не может ей достаточно уделять внимания. SBS объявила, что трубач Джеймс Моррисон будет его заменой, он присоединился к Уоррену и Стиву во втором сезоне.  Моррисон ранее появлялся как гость, в шестой серии первого сезона.

## Формат
Копируя британскую версию, студия была размещена в аэропорту Бэнкстаун в Сиднее. Точная копия британской студии была построена в ангаре. Для раздела передачи «Лучший круг» и «Звезда в бюджетном автомобиле» была создана трасса в аэропорту Кэмден, также как и британской версии, трасса состояла из частей подъездных путей и рулёжных дорожек аэродрома.
Также «Top Gear Australia» использует ту же самую музыку что и британская версия — песню «Джессика».

### Лучший круг
Испытательная трасса находится вокруг аэропорта Кэмдена. Трасса включает девять поворотом и перекрестков. Многие элементы названы, также, как их называет Джереми Кларксон («Гамбон», «Хаммерхед» и пр.)

#### Время на круге
| 1. 1:06.92 — Porsche 911 GT2 2. 1:07.06 — Nissan GT-R 3. 1:07.69 — Lamborghini Murcielago LP640 4. 1:08.80 — Ford GT RHD001 (850 л.с.) 5. 1:08:88 — Lotus 2-Eleven 6. 1:09.46 — Nissan GT-R (180 км/ч, ограничитель скорости)* 7. 1:10.44 — Mercedes-Benz CLK 63 AMG Black Series 8. 1:10:97 — Elfin T5 9. 1:11:18 — Audi RS6 Avant 10. 1:11.69 — Porsche 911 Carrera S PDK 11. 1:11.82 — Maserati GranTurismo S | 1:11.87 — Audi R8 (влажная трасса) 1:12.00 — Walkinshaw Performance HSV Clubsport (с 20 дюймовыми колёсами) [ 6 ] 1:12.28 — Lotus Elise 1:12.56 — HSV W427 1:12:88 — Elfin MS8 Streamliner 1:13.40 — BMW M3 1:13.53 — HSV Clubsport R8 (6.2L) wagon (МКПП) [ 7 ] 1:13.60 — HSV Clubsport R8 (6.2L) (АККП) 1:13.63 — Nissan 370Z 1:13.72 — Mercedes-Benz CLS 63 AMG 1:14.08 — Mercedes-Benz SL 63 AMG | 1:14.22 — Jaguar XF SV8 4.2 S/C 1:14.28 — Mitsubishi Lancer Evolution X 1:14.90 — BMW 135i Coupé 1:15.19 — Walkinshaw Performance HSV Clubsport (с 22 дюймовыми колёсами) 1:15.31 — BMW X6 xDrive50i 1:20.41 — Ford Falcon XT 1:22.06 — Holden Commodore Omega 1:22.53 — Ford Falcon GTHO Phase III ** 1:44.66 — Hummer Stretch 2:31.46 — Ford Model T *** |

* Nissan GT-R был с ограничителем 180 км/ч в первом сезоне первой серии, во втором сезоне 7 серия, уже без.
** Пиззати поместил на верх таблицы несмотря на третье время
*** Была представлена в сюжете как в черно белом кино.

### Звезда в бюджетном автомобиле
«Звезда в бюджетном автомобиле» была идентична британскому варианту. Использовавшаяся машина - Proton Satria Neo.

#### Время
| 1. 1:26.31 — Gyton Grantley 2. 1:26.46 — Джеймс Моррисон* 3. 1:26.69 — Brendan Jones 4. 1:26.75 — Steve Bisley 5. 1:27.13 — Ian Moss 6. 1:27.44 — Shannon Noll (мокрая трасса) 7. 1:27:63 — Gary Sweet 8. 1:28:69 — Leisel Jones | 1:31.10 — Jack Thompson 1:31.22 — Claudia Karvan 1:31.75 — Amanda Keller (впервые на ручной коробке) 1:34.19 — Vince Colosimo 1:37.10 — Anh Do (впервые на ручной коробке) 1:37.41 — Julia Zemiro (впервые на ручной коробке) 1:38.56 — H.G. Nelson |

* Его время убрали, так как он стал ведущим.

## Список серий
Список серий Top Gear: Australia